# Ai, que Saudade d'Ocê
Ai, Que Saudade D'Ocê é uma canção, composta em 1982 pelo paraibano Vital Farias, que se tornou seu maior sucesso, tendo sido regravada por vários artistas, especialmente os grandes expoentes da música nordestina, como Elba Ramalho, Geraldo Azevedo, Fábio Jr., Fagner e Israel Filho, e mais recentemente Zeca Baleiro, Lucy Alves e Scracho.

## Trilhas sonoras de novelas
- 1993 - Gravada por Fábio Jr. para a novela "Renascer"[3]
- 2014 - Gravada por Zeca Baleiro para a novela Império[4]
- 2024 - Gravada por Marcelo Jeneci para a novela Renascer (2024)